# Montivipera raddei
Espèce
Synonymes
- Vipera raddei Boettger, 1890
- Vipera albicornuta Nilson & Andrén, 1985
- Vipera raddei kurdistanica Nilson & Andrén, 1986
- Vipera kurdistanica Nilson & Andrén, 1986

Statut de conservation UICN

 NT  : Quasi menacé
Montivipera raddei est une espèce de serpents de la famille des Viperidae.

## Répartition
Cette espèce se rencontre :
- dans le sud de l'Arménie ;
- en Azerbaïdjan au Nakhitchevan ;
- dans le nord-ouest de l'Iran ;
- dans le nord-est de la Turquie.

## Description

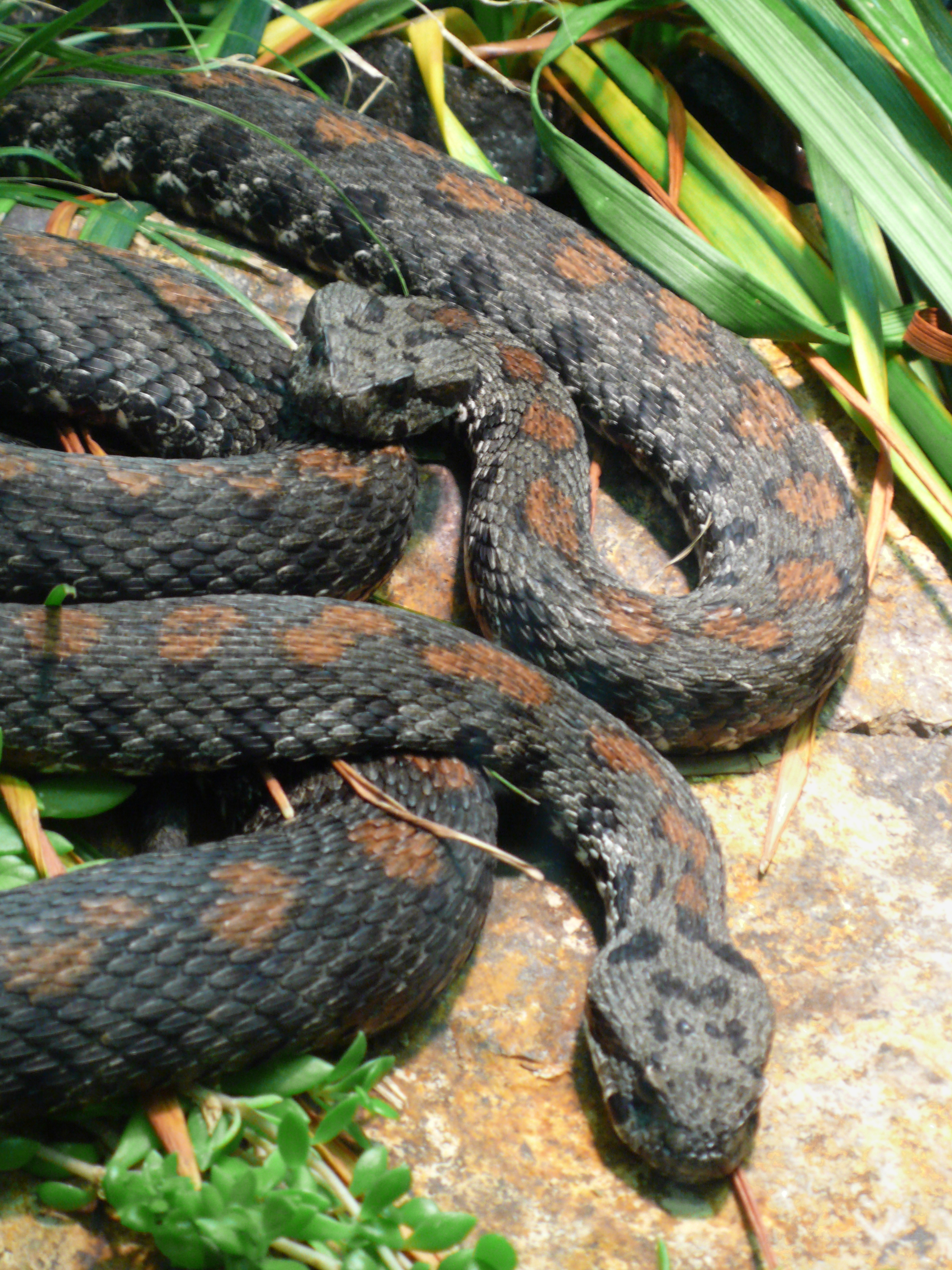
Montivipera raddei

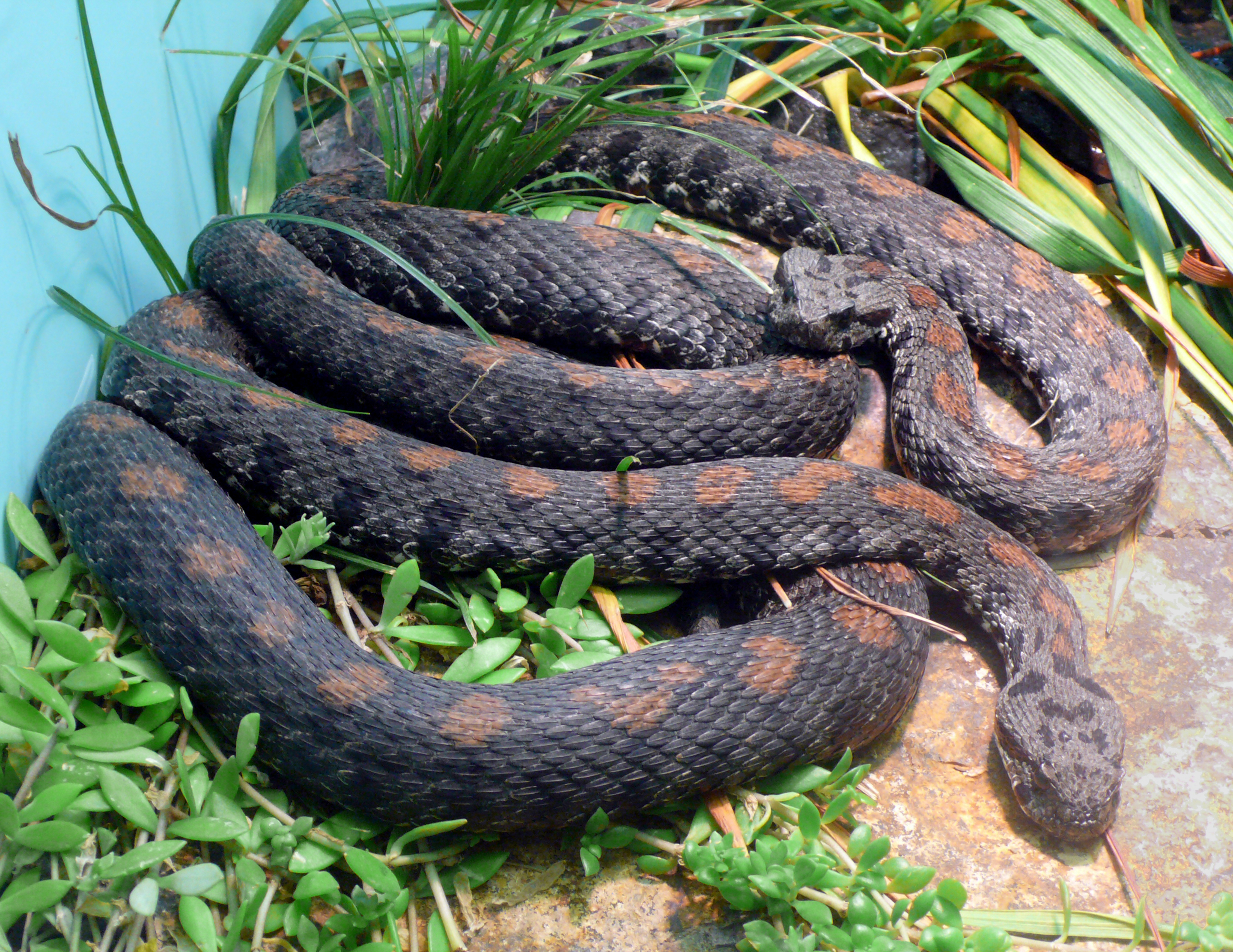
Montivipera raddei

C'est un serpent venimeux et ovovivipare.

## Liste des sous-espèces
Selon The Reptile Database (28 janvier 2014) :
- Montivipera raddei raddei (Boettger, 1890)
- Montivipera raddei kurdistanica (Nilson & Andrén, 1986)

## Étymologie
Cette espèce est nommée en l'honneur de Gustav Radde qui a transmis les premiers spécimens à Boettger. Le nom de la sous-espèce lui a été donné en référence au lieu de sa découverte, le Kurdistan.

## Publications originales
- Boettger, 1890 : Eine neue Viper aus Armenien. Zoologischer Anzeiger, vol. 13, p. 62-64 (texte intégral).
- Nilson & Andrén, 1986 : The mountain vipers of the Middle East - the Vipera xanthina complex (Reptilia: Viperidae). Bonn zoological Monographs, vol. 20, p. 1-90.